# Фронтенхаузен
Фронтенхаузен (њем. Frontenhausen) град је у њемачкој савезној држави Баварска. Једно је од 15 општинских средишта округа Динголфинг-Ландау. Према процјени из 2010. у граду је живјело 4.398 становника. Посједује регионалну шифру (AGS) 9279115.

## Географски и демографски подаци
Фронтенхаузен се налази у савезној држави Баварска у округу Динголфинг-Ландау. Град се налази на надморској висини од 412 метара. Површина општине износи 30,4 km². У самом граду је, према процјени из 2010. године, живјело 4.398 становника. Просјечна густина становништва износи 145 становника/km².